# Busengewunder
Busengewunder ist ein feministischer Comic von Lisa Frühbeis. Das Werk erzählt keine zusammenhängende Handlung, sondern besteht aus einzelnen Episoden, die im Rahmen der Comic-Kolumne My 100 days of strangelife zwischen 2017 und 2019 beim Tagesspiegel erschienen sind. Die Kolumne verbindet autobiografische Elemente mit der Vermittlung wissenschaftlicher Fakten. Der Carlsen Verlag veröffentlichte die gesammelten Geschichten 2020 als Busengewunder.

## Konzeption und Inhalt
Busengewunder besteht aus 30 Kurzcomics und erzählt keine fortlaufende Handlung, sondern die einzelnen Episoden setzen je einen eigenen Themenschwerpunkt. Die feministischen Comic-Kolumnen analysieren gesellschaftliche Werte und Normen, die bis heute prägend sind, aus einer weiblichen und subjektiven Perspektive. Frühbeis tritt selbst als Figur auf, führt auf humorvolle Art durch ihr Werk und zeigt sich immer wieder verwundert ob ihrer Beobachtungen sowie gewonnener Erkenntnisse, etwa wenn sie feststellt, dass sieben von acht spielbaren Figuren in Super Mario Kart männlich sind, dass ein großer Teil umgangssprachlicher Bezeichnungen für das männliche Genital von grobem Mordwerkzeug ableitet ist, als sie einen rosa Hammer speziell für Frauen im Baumarkt entdeckt, oder dass weiblicher Exhibitionismus härter bestraft wird. Sie verbindet in den Kolumnen autobiografische Aspekte mit ihren Rechercheergebnissen zum Thema.
Bezüglich Menstruation zeigt Frühbeis in The Bloody Circle of Life, wie sie sich verwundert mit ihrer Mutter darüber unterhält, als sie mit schmerzhaften Krämpfen auf dem Boden liegt oder in der Drogerie zu den falschen Damenbinden greift, weil diese günstig angeboten werden. Die Geschichte Angriff der Killerhaare beschäftigt sich mit der weiblichen Körperbehaarung, die im Gegensatz zu Männern als unästhetisch oder ungepflegt empfunden wird. Dass sich Frauen ihre Beine rasieren, kam erstmals zusammen mit kürzer werdenden Röcken ab den 1940er Jahren in Mode. Es ging darum, das Aussehen teurer Nylonstrümpfe zu imitieren. Zusätzlich betont Frühbeis, dass haarlose Beine nicht nur ein ärgerliches, sondern auch ein kostspieliges Unterfangen sind. In Der Tausch schildert die Hauptfigur ihrem männlichen Gesprächspartner ein Gedankenexperiment. Sie erfindet ein „präspermales Syndrom“ und innenliegende Hoden, die pro Monat nur ein einziges Spermium produzieren. Umgekehrt sind Frauen nicht zur Monogamie fähig, weil sie zu viele Eizellen haben. Mit 28 Jahren lässt die Fruchtbarkeit der Männer zunehmend nach, ab 50 beginnen die hormonbedingten Wechseljahre. Ihr Gesprächspartner fragt daraufhin nur, ob das denn so schlimm sei, woraufhin sie antwortet: „Ein bisschen mehr Anerkennung wäre schon angebracht.“
Quote im Tomatenbeet hat Anerkennung und Konkurrenz zum Inhalt. Die etablierten roten Tomaten fragen sich, ob die erfahrene Anerkennung ausreicht oder überhaupt gesichert ist. Im Beet finden sich nämlich noch dunkle und grüne Tomaten, die ebenfalls um die Gunst des Gärtners wetteifern. Sowohl Pomp my Feet als auch Über Oberflächen beleuchten kritisch (Un-)Sinn von Frauenmode. Es geht unter anderem um gesundheitliche Folgen von Stöckelschuhen beziehungsweise Korsetts. Während sie sich mit der Geschichte des Büstenhalters beschäftigt, hebt sie hervor, wie unterschiedlich Frauen und Männer in der Öffentlichkeit auftreten (müssen). Männer können sich häufig problemlos oberkörperfrei zeigen, bei Frauen gilt es schon als unschicklich, wenn man die Brustwarzen durch die Kleidung erkennen kann. Frühbeis sieht darin eine männlich dominierte Deutungshoheit, bei der Frauen ihren Körper verhüllen, um Männer nicht zu erregen. In einer anderen Folge kritisiert sie die „Chauvi-Meinung“ von Charles Darwin, der Frauen den Männern gegenüber für biologisch unterlegen hielt. Das verbindet sie mit einer allgemeineren Gesellschaftskritik, indem sie unter anderem aufzeigt, dass Frauen durchschnittlich ein um 21 % geringeres Einkommen haben als Männer. Weiterhin behandelt sie den gesellschaftlichen Druck, der insbesondere für Frauen besteht, zur „richtigen“ Zeit schwanger zu werden.

## Entstehung und Stil
Von 2017 bis 2019 veröffentlichte Frühbeis feministische Comicstrips, die ursprünglich als Webcomic entstanden, beim Tagesspiegel unter dem Titel My 100 days of strangelife. Der inhaltliche Anstoß kam durch eine Redakteurin der Zeitung. Frühbeis gehörte zu den vier Zeichnern, die abwechselnd zum sonntäglichen Magazin des Tagesspiegels beitrugen, und sie solle doch einmal etwas zum Thema Menstruation zeichnen. Die Anregung kam für die Comic-Künstlerin so überraschend, dass sie die Situation selbst zum Thema ihrer ersten Panels machte. Nach eigener Aussage war es ihr Auftrag, „progressiv zu sein“ und die knapp 30 auf 30 Zentimeter großen Seiten mit künstlerischer Freiheit zu gestalten. Sie arbeitete an jeder Geschichte etwa eine Woche lang, aufbauend auf jeweils rund zwei Tagen Recherche.
In den insgesamt 30 Folgen der feministischen Kolumne verbindet sie autobiografische Elemente mit der Vermittlung wissenschaftlicher Fakten sowie lehrreicher Inhalte, unter anderem zur Geschichte des Büstenhalters. Frühbeis macht sich selbst zur Hauptfigur, begleitet die Leser durch ihren Alltag und stellt die Themen vor. Sie zeichnet sich mit Pagenkopf, ohne Brille und ist stets in einem gestreiften T-Shirt zu sehen. Die einfachen Tuschezeichnungen im Cartoonstil setzt sie mit einem kindlich wirkenden Strich mit Füllfederhalter auf Papier um. Zusätzlich verwendet sie noch Gouachefarbe. Anschließend scannte sie die Illustrationen ein, um sie digital zu kolorieren. Jede Kolumne ist mit einem eigenen Farbschema versehen, wobei Frühbeis jeweils zwei Töne bevorzugt verwendet. Die Farben kommen dabei sparsam zum Einsatz, um beispielsweise Unterschiede zu verdeutlichen: Weibliche und männliche Genitalnamen untermalt sie mit Rosa beziehungsweise Hellblau oder sie grenzt historische und juristische Einschübe farblich ab. Die Panels sind zum Teil mit den üblichen Rahmen versehen, grenzen sich aber auch durch unterschiedliche Farbgebung von der Seite ab. Die körperlichen Merkmale der Figuren arbeitet sie nur wenig aus, versieht sie allerdings mit einer ausdrucksstarken Mimik. Um gesellschaftliche Zuschreibungen und Blickwinkel zu verdeutlichen, tauscht Frühbeis unter anderem die Rollen von Frau und Mann. Mit Blick auf den weiblichen Körper fragt sie: „Würde man einem alten Mann sagen, dass er einen fetten Arsch hat?“

## Veröffentlichungen
Die ursprünglich 25 Episoden der Kolumne erschienen monatlich zwischen 2017 und 2019 im Sonntagsmagazin des Tagesspiegels. 2020 publizierte der Carlsen Verlag die Sammlung feministischer Comicstrips unter dem Titel Busengewunder – Meine feministischen Kolumnen, die fünf zusätzliche Comic-Kolumnen enthält. Auf dem roten Cover ist die Protagonistin unter dem schwarzen Schriftzug „Busengewunder“ im Profil zu sehen. Sie sitzt nackt auf einer riesigen Brustwarze, während sie in ihr Notizbuch zeichnet. Die Wölbung der weiblichen Brust nimmt den unteren Teil des Titelbilds ein, wo auch der Untertitel „Meine feministischen Kolumnen“ platziert ist. Im März 2023 veröffentlichte Presse Cite eine französische Übersetzung als Petites chroniques féministes.

## Kritiken
Laut Sabine Buchwald in der Süddeutschen Zeitung widmet sich Busengewunder feministischen Themen mit viel „Witz und Offenheit“. Der Comic sei „empathisch, komisch und nachdenklich stimmend“ und in seiner Gesamtheit eine „Art Handbuch weiblicher Empfindlichkeiten“. Dabei begegne die Künstlerin den Tabus mit einem „bewusst kindlich wirkenden Strich“. Neben dem „ureigensten weiblichen Thema Monatsblutung“ gebe der Comic Frühbeis genug Raum, auch über „einiges andere nachzudenken, was selbst unter Freundinnen oft nur oberflächlich besprochen wird“. Da sie körperliche Details ihrer Figuren nur wenig ausarbeite, wirkten weibliche wie männliche Geschlechtsteile „deshalb nie frivol“.
Ob es um „Beinbehaarung, Frauenquote, Gender Pay Gap […] oder gezeichnete Brüste im Comic“ gehe, Figuren und Settings „wirken souverän und schnell gezeichnet“, hält Rilana Kubassa im Tagesspiegel fest. Kleinigkeiten wie ein „Teebeutelschildchen, das aus der Teekanne herausschaut, […] spiegeln Frühbeis’ Blick fürs Detail, von dem ihre Kolumnen auch inhaltlich profitieren.“ Auch wenn Frühbeis vereinzelt näher auf die Details eingehe, „werden die Themen letztlich nur an der Oberfläche berührt“. Sie gehe „kaum auf aktuelle gesellschaftliche Diskurse und Ereignisse ein“, wie die #MeToo-Debatte. Außerdem lege ihr subjektiver Blick auf den Feminismus nahe, der Begriff begrenze sich auf Frauen und nicht „Menschen jeglichen Geschlechts“. Hier zeige sich, dass eine „Kolumne nur einen kleinen Rahmen bietet, in dem ein Thema vorgestellt, vertieft und abgeschlossen werden kann“. Enttäuschend seien aber die abschließenden Worte: „Noch 217 Jahre. Unsere Prägung aufzulösen ist ein generationenübergreifender Prozess. […] Die nächste Generation wird das sicher besser machen.“ Damit arrangiere sich die Protagonistin zu sehr mit ihrer Umwelt, „obwohl sie erlebtes Unrecht nicht akzeptieren wollte“.
In der Reihe „Comic des Monats“ von rbbKultur zeigt für Andrea Heinze bereits das Cover von Busengewunder, wie tabuisiert die Darstellungen von Frauenkörpern seien; „haarige Beine und bloße Brustwarzen gelten in der Öffentlichkeit nicht als schicklich“. Die behandelten Themen seien nicht unbedingt neu, aber durch den kraftvollen Strich im „Funny-Stil“ auf witzige und ansprechende Art präsentiert. Der Comic zeige, „wie sehr wir alle – also auch die Frauen – von patriarchalen Denkmustern geprägt sind“, und mache klar, wenn die „Gesellschaft gleichberechtigter werden soll, dann müssen Frauen etwas ändern“. Katja Klengel urteilt, zum Glück gäbe es Lisa Frühbeis, „die mit staubtrockenen Geschlechterrollen bricht“.
In einer Rezension der Arbeitsgemeinschaft Jugendliteratur und Medien der GEW erhielt das Werk die Bewertung „sehr empfehlenswert“. Mit Busengewunder liege ein feministischer Comic vor, der „mit viel Witz und einer Portion Sarkasmus“ auf die „Ungleichheit und die stereotype Behandlung von Mann und Frau“ aufmerksam mache. Schon das Cover verrate, was in dem Buch stecke. Die Bilder fielen „klar, stilistisch einfach, bunt und provokant“ aus und zeigten „genau das, was man erkennen soll“. Für Fehlinterpretationen bleibe kein Platz. Das Werk sei wie geschaffen für Menschen, die „ihren Horizont erweitern wollen, Comics lieben und mit Humor durchs Leben gehen“.

## Auszeichnungen
2020 erhielt Busengewunder sowohl einen Max-und-Moritz-Preis in der Kategorie „Bester deutschsprachiger Comic-Strip“ als auch den Bayerischen Kunstförderpreis in der Gattung „Literatur“. In der gleichen Kategorie wurden in dem Jahr ebenfalls Andreas Thamm für den Jugendroman Heldenhaft, Dana von Suffrin für den Roman Otto und Lisa Jeschke für den Lyrikband Die Anthologie der Gedichte betrunkener Frauen gefördert.